# Andrew Huxley
Andrew Huxley, (rođen u Hampstead, London, Engleska, 22. studenog, 1917.) je britanski fiziolog i biofizičar, koji je 1963.g. dobio Nobelovu nagradu za fiziologiju ili medicinu zajedno s Alan Lloyd Hodgkinem za svoj rad na osnovi rada živčanih akcijskih potencijala. Hodgkin i Huxley podijelili su te godine nagradu s John Carew Ecclesom, koji je dobio Nobelovu nagradu za svoje istraživanje sinapse. Hodgkinova i Huxleyeva otkrića navela su ih da postave hipotezu o ionskim kanalima, koja je potvrđena nekoliko desetljeća kasnije.

## Vanjske poveznice
- (engl.)Nobelova nagrada - životopis